# کانی‌شناسی

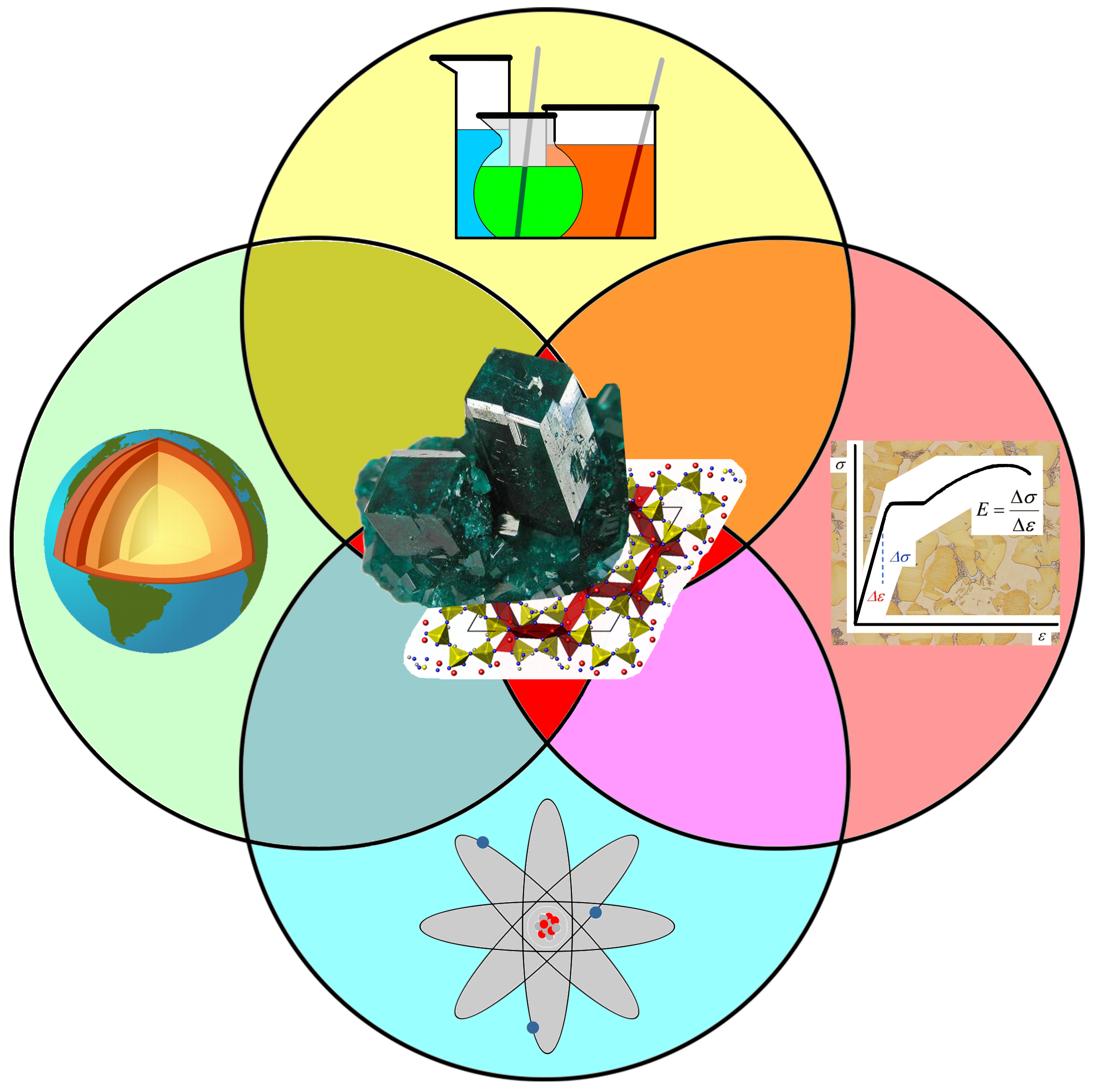
کانی‌شناسی آمیزه‌ای‌ست از شیمی، دانش مواد، فیزیک و زمین‌شناسی

کانی‌شناسی یا مینِرالوژی (به انگلیسی: Mineralogy) یک موضوع از زمین‌شناسی است که متخصص در مطالعه علمی شیمی، ساختار بلوری، و خواص فیزیکی (از جمله نوری) کانی‌ها و مصنوعات معدنی است. مطالعات خاص در کانی‌شناسی شامل فرآیندهای منشاء و تشکیل کانی‌ها، طبقه‌بندی کانی‌ها، پراکندگی جغرافیایی آنها و همچنین استفاده از آنها می‌باشد.

## ریشه‌ی لغوی
لغت مینرال یا کانی که از قرون وسطی مورد استعمال قرار گرفته از لغت یونانی Mna (متشابه لاتینی آن Mina است) به معنی "کانی" یا "گردال" (در علم معدن شناسی) گرفته شده است.

## تاریخچه‌ی استفاده از کانی ها
قرن‌ها پیش از دستیابی انسان به فلزات و علم استخراج و مصرف آنها، برخی از سنگ‌ها و کانی‌ها مهمترین ابزار دفاعی، زراعی و شکار بشر محسوب می‌شده‌اند. بشر اولیه جهت تهیه ابزار سنگی از مولد دارای سختی زیاد همچون سنگ آتشزنه، کوارتزیت، ابسیدین، کوارتز و ... که در محیط زندگی‌اش فراوان بوده استفاده کرده است. نحوه استفاده و به‌کارگیری این مواد آنچنان در زندگی و پیشرفت انسان مؤثر بوده است که بر این اساس زمان زندگی انسان اولیه را به سه دوره دیرسنگی، میان‌سنگی و نوسنگی تقسیم کرده‌اند. همزمان با شناخت فلزات و استخراج آنها عصر فلزات آغاز گردید. احتمالاً اولین فلز استخراج شده در حدود ۴۵۰ سال ق.م، مس بوده است.

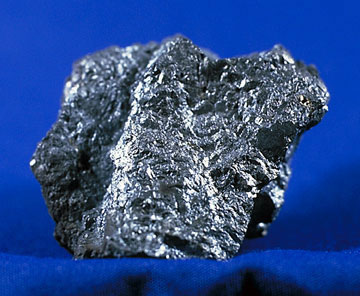
کلکوسیت، یک سنگ معدنی مس

مصریان قدیم شش هزار سال قبل از میلاد در صحرای سینا فیروزه را به خاطر رنگ زیبایش استخراج می‌کردند. انسانهای عهد حجر، سنگ آتشزنه (چخماق) را که دارای سطح شکست تیز است، به‌عنوان چاقو و سرنیزه، جهت تراشیدن چوب و تهیه نوک تیز کمان به کار می‌بردند. علاوه بر تفریت که دارای سطح شکست منحنی شکل است برای تهیه تبر و از سنگ آتشزنه و پیریت جهت تهیه آتش استفاده می‌کردند.
عهد حجر زمانی خاتمه یافت که انسان توانست در نتیجه تجارب گوناگون از مس و قلع آلیاژی به نام مفرغ یا برنز تهیه کند. در طی عهد برنز بشر قرنها تجربه اندوخت تا سرانجام حدود ۱۰۰۰ سال قبل از میلاد مسیح به کشف و تهیه آهن توفیق یافت. به روایت دیگر حدود ۲۷۰۰ سال قبل عصر مفرغ آغاز شد که در این عصر انسان ابزار خود را از این آلیاژ تهیه می‌نموده است. حدود ۳۰۰۰ سال ق.م مصری‌ها از ذوب سیلیس، شیشه تهیه نمودند و قرنها پیش از میلاد مسیح چین‌ها در فسیلها از کائولن ابزار چینی می‌ساخته‌اند. در طول تاریخ اطلاعات بسیاری در رابطه با چگونگی شکل‌گیری، جنس، ساختمان و سایر خصوصیات کانی‌ها بدست آمده است.

## معرفی علم کانی‌شناسی
کانی‌شناسی یکی از شاخه‌های زمین‌شناسی است که به بررسی ویژگی‌های شیمیایی، ساختار بلورین و ویژگی‌های فیزیکی کانی‌ها می‌پردازد. پژوهش بر روی فرایندهای پیدایش و نابودی کانی‌ها نیز در گستره بررسی‌های این دانش قرار می‌گیرد.
تا سال ۲۰۰۴ (میلادی)، بیش از ۴۰۰۰ گونه کانی توسط انجمن جهانی کانی‌شناسی (IMA) شناسایی شده‌است. از این تعداد، ۱۵۰ کانی را می‌توان جزو کانی‌های معمول و ۵۰ کانی را می‌توان از کانی‌های تا اندازه‌ای کمیاب به‌شمار آورد. بقیه آن‌ها، کانی‌های نادر یا بسیار کمیاب هستند.

## سیر تحول و رشد علم کانی‌شناسی
اصولا یونانیها نخستین ملتی بودند که جنبه علمی کانی‌ها را بررسی کردند مثل تالس که ۴۸۵ سال قبل از میلاد به خاصیت کهربایی کانی‌ها اشاره کرده و تمیش تکلس (۵۲۷ تا ۵۴۹ ق.م) که دست به استخراج معادن زد. یک کتاب سنگ شناسی (الاحجار) که به ارسطو (۳۲۲ تا ۳۸۴ ق.م) نسبت می‌دادند بعدها معلوم شد که در سده هشتم نوشته شده،  ولی کتابی از شاگردش یتوفر است (۲۸۸ تا ۳۷۲ ق.م) بجا مانده بنام "راجع به سنگ‌ها" که شاید بتوان گفت اولین کتاب علمی کانی‌شناسی است.

کتاب با ارزش دیگری که بعدها نوشته شد بوسیله پزشک رومی جالینوس (۱۱۳ تا ۲۰۱ م) بود. اثر ابو علی سینا (۹۷۰ تا ۱۰۳۷) تحت عنوان "درباره کانی‌ها" را شاید بتوان گفت اولین کتابی است که کانی‌ها را به‌طور سیستماتیک به چهار دسته تقسیم کرده است. از اروپاییان از کانی شناس آلمانی آلبرت فون بول (۱۱۹ تا ۲۸۰ م) یاد می‌کنیم این شخص که به ماگنوس معروف است داراری پنج جلد کتاب از زمینه کانی‌شناسی است. از دو شخصیت دیگر آلمانی به نام‌های باسیلوس والنتین و آگریکولا (۱۵۵۵ تا ۱۶۲۳ م) یاد می‌کنیم که شخص اخیر بعدها به پدر کانی‌شناسی معروف گشت.

عکسی از شماتیک شبکه بلور نمک طعام

آخرین شخصی که کانی‌ها را از نظر ظاهری مورد مطالعه قرار داد، کانی شناس روسی لموسوف (۱۷۱۱ تا ۱۷۶۵) بود. در سال ۱۶۶۹ یک دانشمند دانمارکی به نام نیلس استنسن قانون ثابت بودن زوایا را کشف کرد. در همین سال شخص دیگری به نام اراسموس بارتولینوس موفق به کشف شکست مضاعف کلیست ایسلندی گردید. قانون پارامتر وایس آلمانی در دهه دوم قرن بیستم وضع کرد. در سال ۱۸۳۰ هسل ۳۲ کلاسه را ثابت کرد، پس از آن با استفاده از محاسبات ریاضی فدروف روسی و شنفلیس آلمانی ۲۳۰ شبکه فضایی را ثابت کردند. با کشف اشعه ایکس بوسیله راتگن، تحول عظیمی در کانی‌شناسی به‌وجود آمد بدینوسیله برای اولین مرتبه ماکس فون لاوه موفق به مطالعه ساختمان داخلی کریستال گردید. بعد از اینکه استفاده از اشعه ایکس در کانی‌شناسی نشان داده شد، براگ در سال ۱۹۱۳ اولین ساختمان یعنی شبکه نمک طعام را معرفی نمود.

## کانی چیست؟

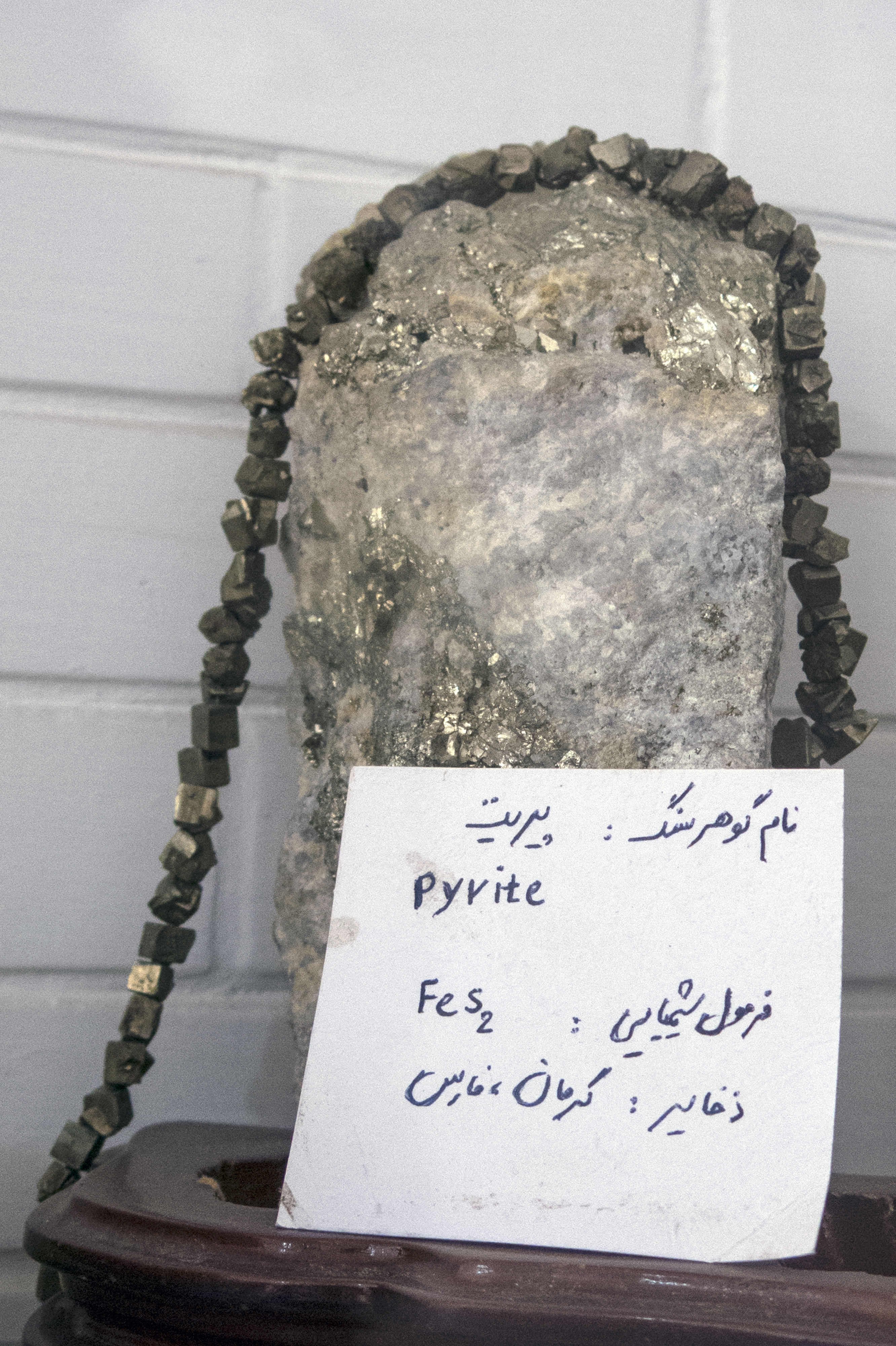

کانی عبارت است از عناصر یا ترکیبات شیمیایی طبیعی وغیر مصنوعی . جامد، همگن، متبلور و ایزوتروپ با ترکیبات شیمیایی نسبتاً معین که در زمین یافت می‌‌شود. خواص فیزیکی کانی‌ها در حدود مشخص ممکن است تغییر نمایند. کانی‌ها به صورت اجسام هندسی با ساختمان اتمی منظم متبلور می‌گردند که به آن بلور می‌گویند. اگر بلور یک کانی را به قطعات کوچک و کوچکتر تقسیم نماییم سرانجام به کوچکترین جزء دارای شکل هندسی منظم خواهیم رسید که آن را واحد تبلور، سلول اولیه و یا سلول واحد بلور می‌نامند. از کنار هم قراردادن واحدهای تبلور شبکه بلور که سازنده اجسام متبلور است ایجاد می‌گردد.
علاوه بر کانی‌های متبلور با دسته‌ای از ترکیبات دارای تمامی خواص کانی بجز سیستم تبلور می‌باشند که این دسته را شبه ‌کانی می‌نامند و شرایط تشکیل کانی‌ها بسیار متفاوت است، برخی مانند پیریت ممکن است در شرایط بسیار متنوعی ایجاد ‌گردند در حالیکه برخی دیگر به عنوان شاخص کانی، فشار، دما وجود عناصر رادیواکتیو و ... مورد استفاده قرار می‌گیرند. همه کانی‌ها به استثنا شبه‌کانی‌ها در یکی از 7 سیستم تبلور شناخته شده متبلور می‌گردند. برخی از کانی‌ها در شرایط مشابه در کنار هم تشکیل می‌گردند که به آنها کنارزایی با کانی‌های همراه گفته می‌شود. کانی‌ها در طبیعت در اندازه‌‌های بسیار متفاوتی یافت می‌شوند که بر این اساس آنها را به درشت بلور، متوسط بلور، ریز بلور و مخفی بلور تقسیم می‌نمایند. برخی از انواع درشت بلور و متوسط بلور در نمونه‌های دستی قابل تشخیص بوده، انواع ریز بلور توسط میکروسکوپ‌های قوی و کانی‌های مخفی بلور را به کمک اشعه ایکس و میکروسکوپ‌های الکترونی می‌توان شناسایی نمود.

## کانی های ایران
کانی ایرانیت : اولین بار در ایران کشف شد
کانی خادمیت :به افتخار نصرالله خادم نام گذاری شد
کانی بیرونیت:به افتخار ابوریحان بیرونی نام گذاری شد

## اهمیت اقتصادی کانی‌ها و علم کانی‌شناسی
کانی‌ها دارای ارزش اقتصادی بسیار زیادی می‌باشند، به‌طوری که اقتصاد بسیاری از کشورهای جهان نظیر شیلی، گینه ... بر اساس مواد معدنی پایه‌ریزی شده است. اگر چه بسیاری از کانی‌ها دارای ارزش درمانی ویژه خود هستند و حتی تعدادی به عنوان مواد سمی و مهلک مورد استفاده قرار می‌گیرند، ولی افرادی نیز وجود دارند که همراه داشتن کانی‌های معین را در درمان برخی از بیماریهای مؤثر می‌دانند.
کانی‌ها از دوران پیش از تاریخ، نقشی اصلی در نحوه زندگی بشر و استاندارد زندگی وی داشته‌اند. با گذشت هر قرن، اهمیت اقتصادی کانی‌ها به گونه‌ای فزاینده بیشتر شده و امروزه به اشکال بیشماری، از احداث آسمان‌خراش‌ها گرفته تا ساخت رایانه به آنها وابسته‌ایم. تمدن جدید، به‌طور شگفت‌آوری به کانی‌ها وابسته است و کاربرد وسیع آنها را الزامی کرده است. تعداد کمی از کانی‌ها مانند تالک، آزبست، گوگرد و ... به همان شکل استخراج شده، مصرف می‌شوند. اما بسیاری از آنها را برای به دست آوردن یک ماده مفید، باید در آغاز فرآوری کرد. برخی از محصولات آشناتر عبارتند از: آجر، شیشه، سیمان، گچ و چیزی در حدود بیست فلز از آهن گرفته تا طلا. کانسنگ‌های فلزی و کانی‌های صنعتی در همه قاره‌ها و در هر جا که کانی‌های خاص به اندازه کافی تمرکز یافته و استخراج آنها اقتصادی باشد، استخراج می‌شوند.

### انجمن‌ها
- American Federation of Mineral Societies
- French Society of Mineralogy and Crystallography
- Geological Society of America
- German Mineralogical Society انجمن کانی‌شناسی آلمان
- International Mineralogical Association
- Italian Mineralogical and Petrological Society
- Mineralogical Association of Canada
- Mineralogical Society of Great Britain and Ireland
- Mineralogical Society of America